# Municipio de Hamilton (condado de Franklin, Iowa)
El municipio de Hamilton (en inglés: Hamilton Township) es un municipio ubicado en el condado de Franklin en el estado estadounidense de Iowa. En el año 2010 tenía una población de 155 habitantes y una densidad poblacional de 1,65 personas por km².

## Geografía
El municipio de Hamilton se encuentra ubicado en las coordenadas 42°41′15″N 93°19′16″O / 42.68750, -93.32111. Según la Oficina del Censo de los Estados Unidos, el municipio tiene una superficie total de 93.8 km², de la cual 93,8 km² corresponden a tierra firme y (0 %) 0 km² es agua.

## Demografía
Según el censo de 2010, había 155 personas residiendo en el municipio de Hamilton. La densidad de población era de 1,65 hab./km². De los 155 habitantes, el municipio de Hamilton estaba compuesto por el 97,42 % blancos, el 1,29 % eran de otras razas y el 1,29 % eran de una mezcla de razas. Del total de la población el 2,58 % eran hispanos o latinos de cualquier raza.